# Auerbachiidae
Auerbachiidae là một họ thích ty bào thuộc bộ Bivalvulida.
Chi:
- Auerbachia Meglitsch, 1968
- Globospora Lom, Noble & Laird, 1975